# Faina Kirschenbaum

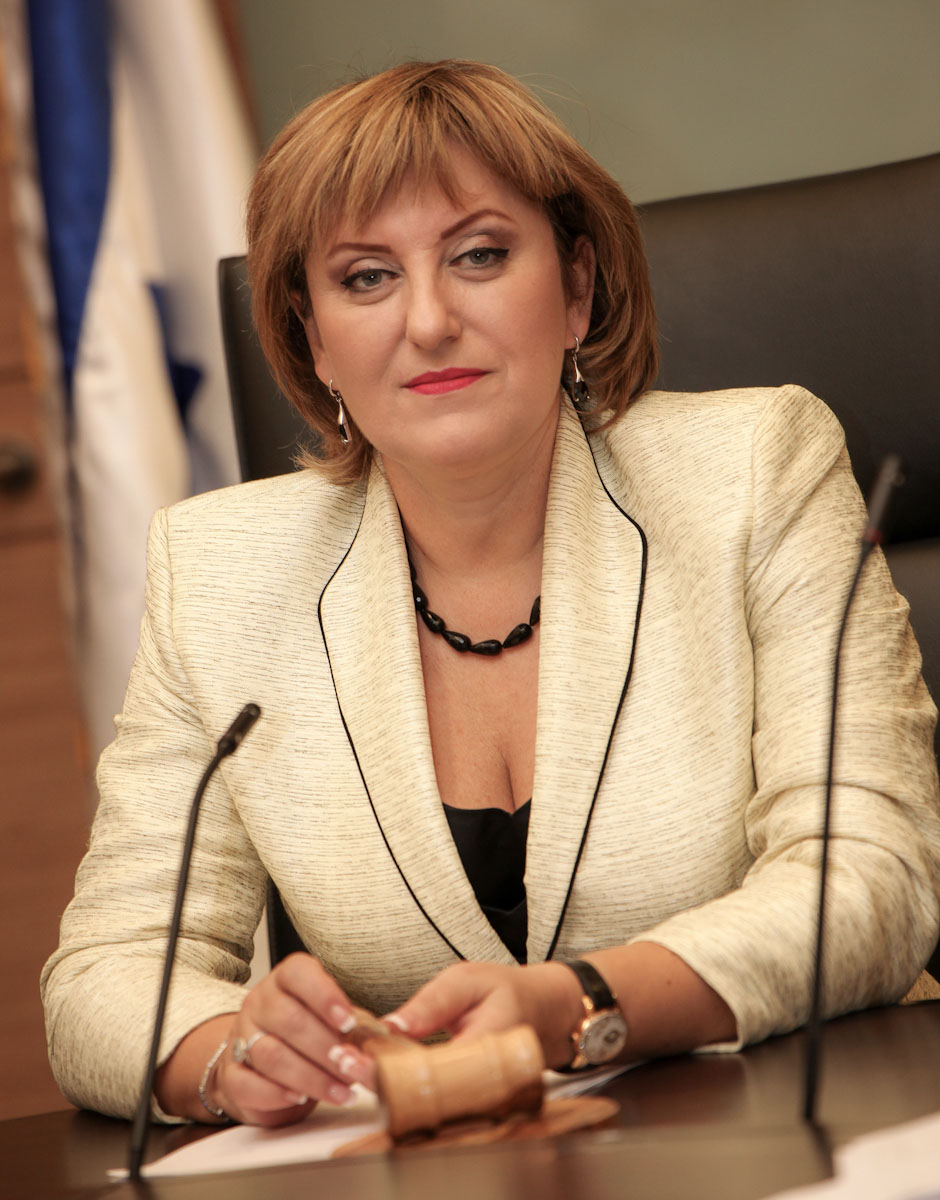
Faina Kirschbaum (2012)

Faina Kirschenbaum (hebräisch פאינה קירשנבאום, * 27. November 1955 in Lemberg, Ukrainische SSR, Sowjetunion) ist eine israelische Politikerin und war zwischen 2009 und 2015 Mitglied der Knesset für die nationalistische Partei Jisra’el Beitenu.

## Leben
Kirschenbaum wurde 1955 im damals sowjetischen Lemberg (ukrainisch Lwiw) geboren und vollzog die Alija am 31. Dezember 1973. Sie machte eine Ausbildung als Krankenschwester im Beilison-Krankenhaus in Petach Tikwa und erreichte einen Bachelorabschluss in General Studies an der Thames Valley University, einen Master of Business Administration an der University of Derby sowie ein Zertifikat in Director’s Training an der Bar-Ilan-Universität in Ramat Gan.
Im Jahr 1981 zog sie in die jüdische Siedlung Nili im Westjordanland. Sie arbeitete als Ratssekretärin im Regionalrat von Mateh Benjamin. Sie fungierte des Weiteren als stellvertretende Vorsitzende der israelischen Zweigstelle des Jüdischen Weltkongresses und ist Mitglied des Aufsichtsrates des Museums der Jüdischen Diaspora.
Bei den israelischen Parlamentswahlen 2009 war sie bei ihrer Partei Jisra’el Beitenu auf Listenplatz zehn gesetzt und zog in die Knesset, nachdem die Partei 15 Sitze erhalten konnte.
Kirschenbaum ist verheiratet und hat drei Kinder.

## Korruptionsaffäre
Wie die israelische Presse am 24. Mai 2021 berichtete, dürfte die israelische Staatsanwaltschaft für Faina Kirschenbaum, ehemalige Knessetabgeordnete und frühere Generalsekretärin der Partei Israel Beiteinu, wegen der Annahme von Bestechungsgeldern eine Haftstrafe von bis zu zehn Jahren beantragen. Laut diesen Berichten dürfte das potentielle Urteil eine Gefängnisstrafe von 10–12 Jahren beinhalten sowie eine Busse von bis zu einer Million Shekel (umgerechnet, Stand Ende Mai 2021, ca. 251 000 Euro). Im März 2020 hatte Frau Kirschenbaum in der so genannten «Affäre Israel Beiteinu» Bestechungen akzeptiert. Die ehemalige Parlamentarierin war in den meisten Fällen für schuldig befunden worden.